# 親衛隊本部
親衛隊本部（しんえいたいほんぶ、SS-Hauptamt、略称SS-HA）は、国民社会主義ドイツ労働者党（ナチス党）の親衛隊（SS）の機関。12ある親衛隊の本部の1つ。親衛隊人種及び移住本部、国家保安本部とともに主要三本部の一つと言われる。

## 歴史
親衛隊全国指導者ハインリヒ・ヒムラーは、1932年12月に親衛隊の様々な事務をこなす部局として「親衛隊部」（SS-Amt）を創設した。親衛隊の機構に本部（Hauptamt）制度が導入されることになった後、真っ先に親衛隊部（SS-Amt）が親衛隊本部（SS-Hauptamt）に昇格した。この昇格は1935年1月30日に行われている。
当初は、まさに親衛隊の「本部」であり、親衛隊の隊員の人事、親衛隊裁判所、強制収容所、一般親衛隊、政治予備隊（後に親衛隊特務部隊、武装親衛隊となる組織）、国境警備隊、親衛隊士官学校、隊員の訓練、隊員の福祉、など幅広く所管する部署だった。
クルト・ヴィットイエ本部長が同性愛疑惑で解任された後、アウグスト・ハイスマイヤーが本部長となり、彼の下でその規模は最大となった。しかしSS本部の職務があまりにも肥大化しすぎたため、SS本部内の各部（Amt）の独立が図られるようになった。1939年6月には親衛隊本部第2部（人事部）が親衛隊人事本部、親衛隊本部第3部（法務部）が親衛隊法務本部としてそれぞれ親衛隊本部から独立。続いて1940年9月に第1部（作戦指導）・第7部（警務部）・第11部（通信部）・第12部（供給部）・第13部（教育部）が親衛隊作戦本部として独立した。最後に1942年2月、第4部（管理部）と第9部（調達部）が親衛隊経済管理本部として独立した。
結果、親衛隊本部は12ある親衛隊の本部の一つにすぎなくなり、第二次世界大戦中はゴットロープ・ベルガー本部長のもとで親衛隊の隊員の募集と確保、訓練と教育を主任務とする機関となった。

## 歴代長官

親衛隊部（SS-Amt）時代の車両旗

親衛隊本部（SS-Hauptamt）の車両旗

### 親衛隊部（SS-Amt）長官
- エルンスト・バッハ（Ernst Bach）（1932年12月-1933年6月12日）[1]
- ジークフリート・ザイデル＝ディトマルシュ（de:Siegfried Seidel-Dittmarsch）（1933年6月12日-1934年2月1日）[1]
- クルト・ヴィットイエ（de:Curt Wittje）（1934年2月1日-1935年1月30日）[1]

### 親衛隊本部（SS-Hauptamt）長官
- クルト・ヴィットイエ（1935年1月30日-1935年5月22日）[4]
- アウグスト・ハイスマイヤー（1935年5月22日-1940年4月1日）[4]
- ゴットロープ・ベルガー（1940年4月1日-1945年5月8日）[4]

## 組織図

1941年時点での組織図

## 組織図[5]

### 1939年時
本部長：アウグスト・ハイスマイヤーSS大将
官房長：ウルリヒ・グライフェルトSS中将
- 第1部（作戦指導部）部長：カール・ツェッヒ（Karl Zech）SS中将
- 第2部（人事部）部長：ヴァルター・シュミット（Walter Schmitt）SS中将
- 第3部（法務部）部長：パウル・シャルフェ（Paul Scharfe）SS中将
- 第4部（管理部）部長：オズヴァルト・ポールSS中将
- 第5部（医務部）部長：エルンスト＝ローベルト・グラーヴィッツ（Ernst-Robert Grawitz）SS中将
- 第6部（登録部）部長：ゴットロープ・ベルガーSS中将
- 第7部（警務部）部長：レオ・ペートリ（Leo Petri）SS少将
- 第8部（補充部）部長：ゴットロープ・ベルガーSS中将
- 第9部（調達部）部長：オズヴァルト・ポールSS中将
- 第10部（訓練部）部長：ゴットロープ・ベルガーSS中将
- 第11部（通信部）部長：エルンスト・ザックス（Ernst Sachs）SS中将
- 第12部（供給部）部長：ヘルマン・ヘルテル（Hermann Haertel）SS少将
- 第13部（教育部）部長：ヨアヒム・ツェーザー（Joachim Caesar）SS大佐

### 1944年時
本部長：ゴットロープ・ベルガーSS大将
- A部
  - A1課（官房課）課長：ゴットロープ・ベルガーSS大将
  - A2課（医務課）課長：ベーレントSS少佐
  - A3課（法務課）課長：オットーSS中佐
- B部
  - B1課（補充課）課長：ユルスSS中将
  - B2課（登録課）課長：ツェンナーSS少将
- C部
  - C1課（世界観教育課）課長：ヴェーベンデルファーSS少佐
  - C2課（訓練計画課）課長：フィンクSS大尉
  - C3課（職業教育課）課長：ボルスト予備SS中佐
  - 外国課（民族ドイツ人・外国人募集課）課長：コピシュケ予備SS中佐